# Стадион Селтерс
Стадион Селтерс је фудбалски стадион у Младеновцу, Србија. Стадион је капацитета око 1.950 гледалаца. На њему утакмице као домаћин игра ОФК Младеновац.
На овом стадиону је играо градски прволигаш под именом ФК Јединство (1958. финалиста купа СР Србије), а потом под називом ОФК Младеновац, све до данашњих дана. Изграђен је 1955. године. Прва међународна утакмица у Младеновцу на стадиону Селтерс одиграна је 1970. године између ОФК Младеновца и Спартака из Трнаве, резултат је био 3:3.